# 小行星26013
小行星26013（26013 Amandalonzo）是一颗绕太阳运转的小行星，为主小行星带小行星。该小行星于2001年3月20日发现。

## 轨道参数
小行星26013的轨道半长轴为329 466 010 km，2.2023129 UA，离心率为0.161。